# الحريفة (فلم)
الحرّيفة (أي المحترفين) هو فيلمٌ مصري ٌ بدأ عرضه في 4 يناير 2024، والدول العربية في 11 يناير 2024. وقد عُرض ضمن موسم أفلام رأس السنة، ومعهما فيلمان آخران يظهر فيهما بيومي فؤاد هما الإسكندراني، وأنا وابن خالتي.

## قصة الفيلم
ماجد (نور النبوي) لاعب كرة قدم تضطره الظروف لترك مدرسته الدولية، والالتحاق بمدرسة حكومية، وهناك يتعرف على طلبة من خلفيات مختلفة.

## طاقم العمل
ألّف الفيلم إياد صالح، وأخرجه رؤوف السيد، وتضم قائمة أبطاله كلًا من نور النبوي، وأحمد غزي، ونور إيهاب، وخالد الذهبي، وسليم هاني، كما يظهر أيضاً كزبرة، وعبد الرحمن محمد، وبيومي فؤاد، وشريف دسوقي. كما يظهر عدد من ضيوف الشرف مثل أمير عبد الحميد، وعبد الستار صبري، وتامر بيجاتو، وعمر الطوبجي، وجمال حمزة، وعدد من مشاهير التيك توك مثل شبيه صلاح وماني. ولاعب المنتخب المعروف أحمد حسام ميدو.

### تمثيل
| - نور النبوي: ماجد - أحمد غزي: ششتاوي - أحمد خالد خميس: أحمد حمدي (حته) - ريما مصطفى: ميار - كريمة منصور | - فراس سعيد: والد ماجد - نور إيهاب: لانا - عبد الرحمن محمد: عمر - سليم هاني: كريم - محمد بشات | - ليلى عز العرب: جدة ماجد - خالد الذهبي: النص - أحمد طلعت - بيومي فؤاد: معلق - شريف دسوقي: مدير المدرسة | - أحمد حسام ميدو: محمد شلش - يوسف عمر: بسام - جمال حمزة: ضيف شرف - عبد الستار صبري: ضيف شرف - تامر بجاتو: ضيف شرف - أمير عبد الحميد: ضيف شرف |

## إيرادات الفيلم
حقق الفيلم إيرادات قدرها 74,341,000 ج.م على مدى 17 أسبوعاً من العرض، مما جعله من ضمن قائمة أعلى الأفلام دخلا في مصر، ورُفع من دور العرض في بداية مايو 2024.